# Ternant-les-Eaux
Ternant-les-Eaux – miejscowość i gmina we Francji, w regionie Owernia-Rodan-Alpy, w departamencie Puy-de-Dôme.
Według danych na rok 1990 gminę zamieszkiwało 39 osób, a gęstość zaludnienia wynosiła 11 osób/km² (wśród 1310 gmin Owernii Ternant-les-Eaux plasuje się na 787. miejscu pod względem liczby ludności, natomiast pod względem powierzchni na miejscu 1026.).